# Universität Yamagata

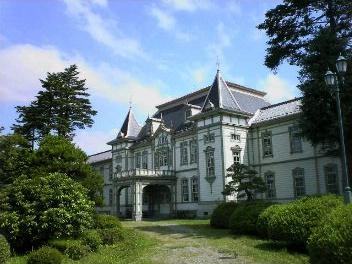
Museum der Fakultät für Ingenieurwissenschaften im Yonezawa-Campus (erbaut 1910)

Die Universität Yamagata (jap. 山形大学, Yamagata daigaku, kurz: Yamadai (山大)) ist eine staatliche Universität in Japan. Der Hauptcampus liegt in Kojirakawa-machi, Yamagata, Präfektur Yamagata.

## Geschichte
Die Universität wurde 1949 durch den Zusammenschluss folgender Schulen (4 staatliche und 1 präfekturalen) gegründet:
- die Oberschule Yamagata (山形高等学校, Yamagata kōtō gakkō, gegründet 1920),
- die Normalschule Yamagata (山形師範学校, Yamagata shihan gakkō, gegründet 1878),
- die Jugend-Normalschule Yamagata (山形青年師範学校, Yamagata seinen shihan gakkō, gegründet 1922),
- das Technikum Yonezawa (米沢工業専門学校, Yonezawa kōgyō semmon gakkō, gegründet 1910), und
- die Präfekturale Land- und Forstwirtschaftsfachschule Yamagata (山形県立農林専門学校, Yamagata-kenritsu nōrin semmon gakkō, in Tsuruoka, gegründet 1947).

Die fünf Standorte wurden zunächst beibehalten. Die drei von ihnen (Kojirakawa, Yonezawa und Tsuruoka) dauern noch heute. Das Museum im Yonezawa-Campus ist das ehemalige Hauptgebäude des Technikums Yonezawa, erbaut 1910 (das jetzige Gebäude vom Bahnhof Yonezawa ist nach dem Modell des Schulgebäudes gestaltet worden). Die Fakultät für Pädagogik hatte zwei Standorte (in Midori-chō und Hirashimizu, Yamagata) und zog 1963 in den Kojirakawa-Campus (der ehemalige Standort der Oberschule Yamagata). Im ehemaligen Campus der Fakultät für Pädagogik (Midori-chō) gibt es das Präfekturale Zweigmuseum für Erziehungsgeschichte Yamagata (山形県立博物館分館 教育資料館, das ehemalige Hauptgebäude der Normalschule Yamagata, erbaut 1901; 38° 15′ 15,7″ N, 140° 20′ 53,4″ O).

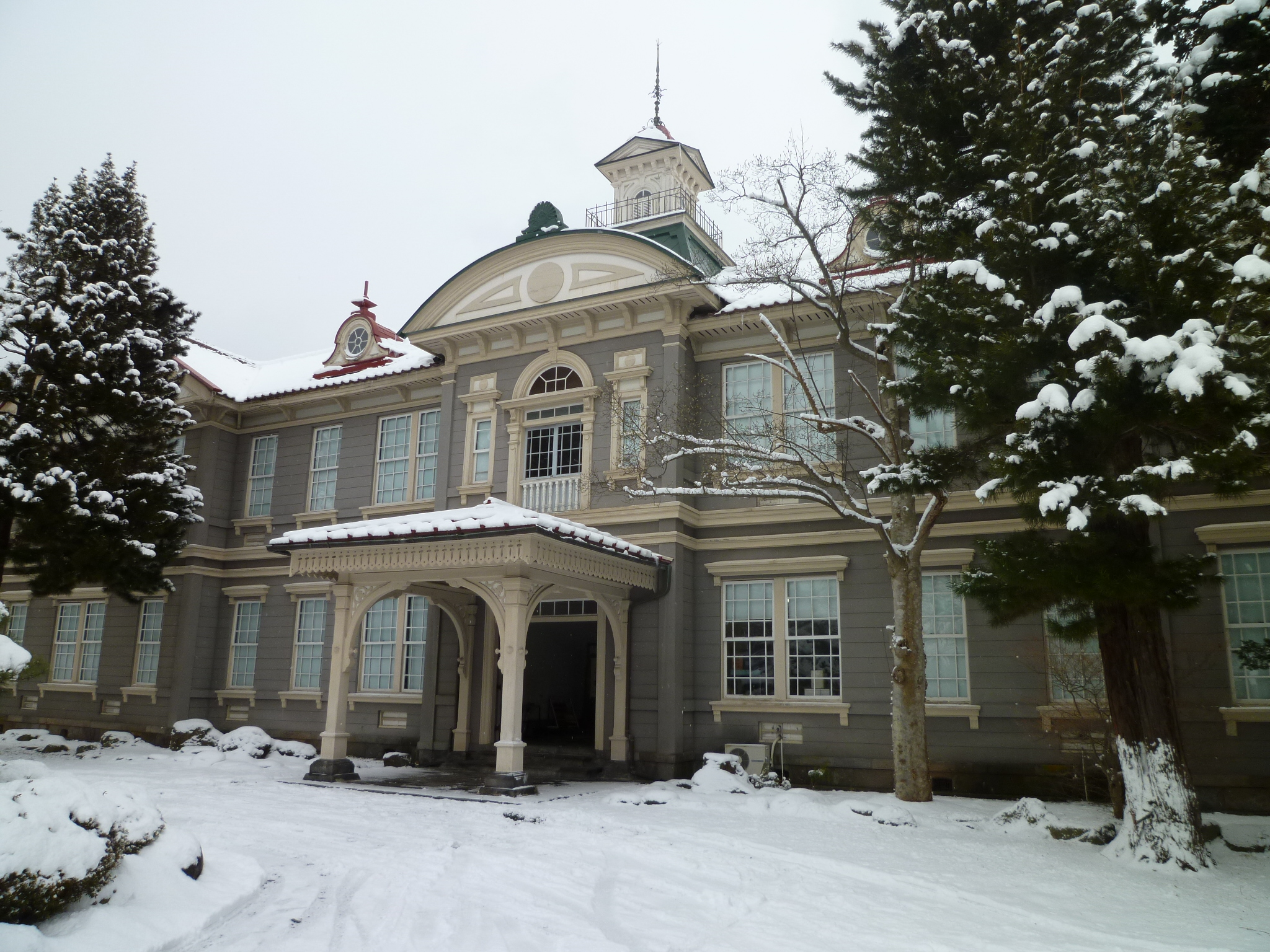
Museum für Erziehungsgeschichte Yamagata (erbaut 1901)

Die Universität wurde mit vier Fakultäten eröffnet: Geistes- und Naturwissenschaften, Pädagogik, Ingenieurwissenschaften und Agrarwissenschaft. 1967 wurde die Fakultät für Geistes- und Naturwissenschaften in zwei Fakultäten geteilt. 1973 wurde die Fakultät für Medizin gegründet. 2005 wurde die Fakultät für Pädagogik zur Fakultät für Regionale Erziehung und Kultur (jap. 地域教育文化学部, engl. Faculty of Education, Art and Science).

## Fakultäten
- Kojirakawa-Campus (in Kojirakawa-machi, Yamagata, 38° 14′ 49″ N, 140° 20′ 59,2″ OKoordinaten: 38° 14′ 49″ N, 140° 20′ 59,2″ O):
  - Fakultät für Geisteswissenschaften
  - Fakultät für Regionale Erziehung und Kultur
  - Fakultät für Naturwissenschaften
- Iida-Campus (in Iida-nishi, Yamagata, 38° 12′ 53,7″ N, 140° 19′ 4″ O):
  - Fakultät für Medizin
- Yonezawa-Campus (in Yonezawa, Präfektur Yamagata, 37° 53′ 59,3″ N, 140° 6′ 16,4″ O):
  - Fakultät für Ingenieurwissenschaften
- Tsuruoka-Campus (in Tsuruoka, Präfektur Yamagata, 38° 44′ 8,5″ N, 139° 49′ 39,4″ O):
  - Fakultät für Agrarwissenschaft